# KOST
KOST(103.5 MHz, "KOST 103.5")は、 iHeartMediaが所有し、ロサンゼルス大都市圏を放送対象地域とする超短波放送（FMラジオ放送）を放送する放送局で、ロサンゼルスでKBIGやKTWVと並び、アダルト・コンテンポラリー・ミュージックを放送する3つの放送局のうちの一つである
KOSTはロサンゼルスでもっとも高聴取率を誇る放送局で、かつアメリカ合衆国でもっとも収益を上げているラジオ局である。同局のウェブサイトはアダルト・コンテンポラリー・ミュージックを放送するアメリカのラジオ局の中で最多のアクセス数を誇る。同局の名前はアメリカ合衆国西海岸に由来し、「コースト」と発音されるが、綴りはコールサインに則り「KOST」である。
KOSTのスタジオと事務所はiHeartMediaがロサンゼルスに所有する他の放送局と同様にバーバンクのWest Olive 通りに位置する。送信所はロサンゼルスの他のFM、テレビ局と同様にウィルソン山頂に位置する。
同局では11月中旬から12月25日まではクリスマスソングのみ放送する。

## 番組
基本的にはパーソナリティの名前が番組名となることが多い。
リスナーは"KOST LINE"と呼ばれるスタジオ直通電話で各パーソナリティと直接電話することができ、雑談から気軽は架電を呼びかけているほか、各種コーナーにも用いられている。例えば平日の毎時20分は”Call at twenty”という電話応募コーナーがあり、様々なエンターテイメントのチケットが放出される。その電話番号はフリーダイヤル1-800-929-KOST(5678)である。

### 平日
5am - 10am Ellen K
10am - 3pm Kari Steele
3pm - 7pm Mark Wallengren
7pm - 12am Love Songs (Karen Sharp)

### 土曜日
6am - 10am Sandy
10am - 3pm Ted Ziegenbusch
3pm - 7pm Mark Wallengren
7pm - 12am Love Songs (Karen Sharp)

### 日曜日
6am - 7am Animal Radio
7am - 10am Rick Lovett
10am - 3pm Kari Steele
3pm - 7pm  Ted Ziegenbusch

## 歴史

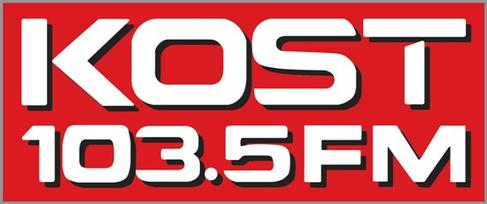
2013年までのロゴ

### 草創期
1956年10月9日にKGLAとして放送を開始した。1966年11月にKADSに局名・コールサインを変更している。1960年代はFMラジオ受信機の所有率が低く実験的であった同局の放送は成功とは言い難いものであった。

### 安定期
1968年3月、KOST-FMのコールサインを付与され、実質的には全て音楽で構成される放送が開始したが、当時は珍しいものであった。
1970年代までイージーリスニングの放送を続けていたが、1980年代に競合局の存在もあり、ボーカル入りの曲を徐々に増やした。1982年11月15日にはアダルト・コンテンポラリー・ミュージックで構成される放送局へと転身した。この変更を機にサクラメントラジオでパーソナリティを務めていたブライアン・シモンズが移籍し、同フォーマットでの最初のパーソナリテイになった。
1986年2月3日には新しい朝の顔としてMark Wallengrenとキム・アミドンがデビューした。「マーク＆キム モーニングショー」は2007年までの20年以上放送され、ロサンゼルスのラジオでは最長を誇っている。なお、この功績が認められ、両者はハリウッド・ウォーク・オブ・フェームの星を獲得している。Mark Wallengrenは現在もKOSTに出演している。

### AMFM、クリアチャンネルへの売却、そして現在
1999年には、Cox CommunicationsがKOSTと姉妹曲のKFIをAMFM, Inc.,に売却し、さらに2000年にはClear Channel Communicationsに売却された。(Clear Channel Communicationsは2014年にIHeartMedia, Incに社名変更している)
2011年8月26日に長年、午後の顔であったブライアン・シモンズがKOSTを去った。 シモンズは2002年から2004年に姉妹局を担当していた期間を除き1982年からKOSTに出演していた。

## KOSTジングル
KOSTで放送されるジングルは1985年から2009年までジャム・クリエイティブ・プロダクションズで製作されたオリジナルのものが使用され、KOSTを表すサウンドであった。2009年から2010年まではReelWorld Productionsで使用されたものを使用し、2011年にはJAMジングルに戻った。2015年にはReelWorld Productionsのものに再び変更し、 ダラスのKVIL向けに製作されたものを使用している。
現在はReelWorld Productions制作のオリジナルジングルが使用されており、TOKAI RADIOではこのジングルの歌詞を変更したものが使用されている。